# Francesco di Paola Villadecani
Francesco di Paola Villadecani, italijanski rimskokatoliški duhovnik, škof in kardinal, * 22. februar 1780, Messina, † 13. junij 1861.

## Življenjepis
8. septembra 1802 je prejel duhovniško posvečenje.
2. oktobra 1820 je bil imenovan za naslovnega škofa Orthosiasa in 28. oktobra istega leta je prejel škofovsko posvečenje.
17. novembra 1823 je bil imenovan za nadškofa matične nadškofije. 27. januarja 1843 je bil povzdignjen v kardinala in imenovan za kardinal-duhovnika Ss. Bonifacio ed Alessio.